# Spiritual Minded
Spiritual Minded to szósty solowy album rapera KRS-One. Jest to album, który znacznie odstępuje stylistycznie od innych albumów rapera. Jest utrzymany w klimacie gospel.

## Lista utworów
| #  | Tytuł                                      | Producent                | Wykonawca                                         |
| -- | ------------------------------------------ | ------------------------ | ------------------------------------------------- |
| 1  | "Opening"                                  | Bervin Harris            | *Interlude*                                       |
| 2  | "Lord Live Within My Heart"                | KRS-One                  | KRS-One                                           |
| 3  | "Take Your Tyme"                           | Cookies & Cream          | KRS-One                                           |
| 4  | "Take It To God"                           | KRS-One                  | KRS-One                                           |
| 5  | "Good Bye"                                 | Douglas Jones, G. Simone | KRS-One                                           |
| 6  | "South Bronx 2002"                         | KRS-One                  | KRS-One                                           |
| 7  | "Never Give Up"                            | Domingo                  | KRS-One                                           |
| 8  | "T Bone Speaks"                            |                          | *Interlude*                                       |
| 9  | "Tears"                                    | Terry A., Tine Tim       | KRS-One                                           |
| 10 | "The Struggle Continues (Choose Your Way)" | Chase                    | KRS-One, T-Bone                                   |
| 11 | "The Conscious Rapper"                     | KRS-One                  | KRS-One                                           |
| 12 | "T Bone Speaks Again"                      |                          | *Interlude*                                       |
| 13 | "Trust"                                    | Tine Tim                 | KRS-One                                           |
| 14 | "Come To The Temple"                       | Terry A., Tine Tim       | Fat Joe, KRS-One, Rah Goddess, Rampage, Smooth B. |
| 15 | "Ain't Ready"                              | KRS-One                  | KRS-One                                           |
| 16 | "God Is Spirit"                            | BB Jay, Darren Quinlan   | KRS-One                                           |
| 17 | "Know Thy Self"                            | Domingo                  | KRS-One                                           |
| 18 | "G. Simone Speaks"                         |                          | *Interlude*                                       |
| 19 | "Dayz Ahead"                               | KRS-One                  | KRS-One                                           |
| 20 | "Power"                                    | Calvin Tibbs             | KRS-One                                           |